# Liste der Monuments historiques in Cordes-sur-Ciel
Die Liste der Monuments historiques in Cordes-sur-Ciel führt die Monuments historiques in der französischen Gemeinde Cordes-sur-Ciel auf.

## Liste
| Bezeichnung                         | Beschreibung | Standort                                 | Kennzeichnung | Schutzstatus | Datum | Bild |
| ----------------------------------- | ------------ | ---------------------------------------- | ------------- | ------------ | ----- | ---- |
| Kapelle Saint-Crucifix              |              | Rue du Saint Crucifix (Lage)             | PA00095524    | Classé       | 1984  |      |
| Eisenkreuz                          |              | Place de la Halle (Lage)                 | PA00095525    | Classé       | 1912  |      |
| Kirche Saint-Michel                 |              | Place Charles Portal (Lage)              | PA00095526    | Classé       | 1922  |      |
| Markthalle                          |              | Place de la Halle (Lage)                 | PA00095527    | Classé       | 1944  |      |
| Kapelle des Hospitals Saint-Jacques |              | 36 Grand-Rue de l’horloge (Lage)         | PA00095528    | Inscrit      | 1927  |      |
| Gebäude                             |              | Grande-Rue und rue Saint-Grégoire (Lage) | PA00095532    | Inscrit      | 1973  |      |
| Maison Carrié-Boyer                 |              | Grande-Rue (Lage)                        | PA00095529    | Classé       | 1923  |      |
| Maison Gaugiran                     |              | Grand-Rue (Lage)                         | PA00095530    | Classé       | 1923  |      |
| Maison du Grand Fauconnier          |              | Grand-Rue (Lage)                         | PA00095535    | Classé       | 1875  |      |
| Maison du Grand Veneur              |              | Grand-Rue (Lage)                         | PA00095536    | Classé       | 1923  |      |
| Maison Estivalèzes                  |              | Grande-Rue                               | PA00095539    | Inscrit      | 1927  |      |
| Maison Fompeyrouse                  |              | Grand-Rue (Lage)                         | PA00095533    | Classé       | 1912  |      |
| Maison Gorsse                       |              | Grande-Rue (Lage)                        | PA00095534    | Classé       | 1951  |      |
| Maison Ladevèze                     |              | Grand-Rue (Lage)                         | PA00095531    | Classé       | 1922  |      |
| Maison Prunet                       |              | Grand-Rue (Lage)                         | PA00095537    | Classé       | 1923  |      |
| Maison Séguier                      |              | Grand-Rue (Lage)                         | PA00095538    | Classé       | 1907  |      |
| Moulin de la Tour                   |              | La Tour (Lage)                           | PA00095540    | Inscrit      | 1927  |      |
| Portanel                            |              | Le Tuadou (Lage)                         | PA00095544    | Inscrit      | 1928  |      |
| Porte de la Jane                    |              | Rue Fontourniès (Lage)                   | PA00095542    | Classé       | 1962  |      |
| Porte de l’Horloge                  |              | Horloge Place (Lage)                     | PA00095541    | Inscrit      | 1927  |      |
| Porte de Rous                       |              | Grand-Rue (Lage)                         | PA00095545    | Classé       | 1924  |      |
| Porte des Ormeaux                   |              | Place Yves Brayer (Lage)                 | PA00095543    | Classé       | 1910  |      |
| Porte du Vainqueur Porte du Planol  |              | Grand-Rue (Lage)                         | PA00095546    | Classé       | 1923  |      |
| Pfarrhaus                           |              | Grand-Rue (Lage)                         | PA00095547    | Classé       | 1923  |      |
| Ortsbefestigung                     |              | Rue Fontourniès (Lage)                   | PA00095548    | Inscrit      | 1927  |      |
| Tour la Barbacane                   |              | 31 Grand-Rue de la Barbacane (Lage)      | PA00095549    | Inscrit      | 1927  |      |

## Liste der Objekte
- Monuments historiques (Objekte) in Cordes-sur-Ciel in der Base Palissy des französischen Kultusministeriums